# Sainte-Geneviève-de-Berthier
Sainte-Geneviève-de-Berthier è un comune del Canada, situato nella provincia del Québec, nella regione di Lanaudière.